# Jean-François Henry
Pour les articles homonymes, voir Henry.
Jean-François Henry et Claude Henry sont deux frères pilotes de rallye français, ayant essentiellement évolué dans le sud-est de la France durant la seconde moitié des années 1960.

## Victoires de Jean-François
- Rallye Pétrole-Provence: 1966, sur Lotus Elan (copilote Melle Février; classements général, grand tourisme, et sport);
- Rallye du Vaucluse: 1967, sur Lotus Elan (copilote Nicolet);
- Rallye du Var: 1968, sur Alpine A110 1300 (copilote Nicolet);

(nb:  4e du rallye Mistral en 1967, sur Lotus Elan - copilote Melle Février)

## Victoires de Claude
- Rallye du Var: 1967, sur Alpine A110 1300 (copilote Bonnet);
- Rallye d'Antibes: 1968, sur Alpine A110 1300 (copilote Charles Gros);
- Rallye du Var: 1970, sur Opel Rallye Kadett (copilote Jean-Paul Laporte);

(nb: 4e de la coupe des Alpes en 1968, sur Alpine-Renault A110 - copilote Charles Gros; et 5e de la coupe internationale Opel du nurburgring en 1970, sur Opel Rallye Kadett).